# 11 bit studios
11 bit studios est un studio polonais de développement et d'édition de jeu vidéo indépendant basé à Varsovie.
Après avoir développé la série de jeux Anomaly au début des années 2010, le studio obtient un premier succès critique et commercial avec This War of Mine en 2014.
Les jeux du studio se caractérisent par leur univers sombre, leur aspect narratif et les choix moraux qu'ils proposent au joueur.
L'entreprise est également fortement engagée, notamment via le développement de contenu additionnel pour ses jeux dont les bénéfices sont reversés à des ONG.

## Historique
11 bit studio a été créé à Varsovie en octobre 2010 par des anciens employés de CD Projekt et Metropolis Games.
Le studio se fait d’abord connaître avec la série de jeux Anomaly, dont le premier, Anomaly: Warzone Earth, sort en novembre 2011 sur iOS, PC et Xbox Live Arcade, puis en 2012 sur PS3.
Le studio sort fin 2014 This War of Mine, un jeu de stratégie qui donne le contrôle au joueur sur un groupe de civils tentant de survivre dans une ville en guerre. Le jeu est acclamé par la critique lors de sa sortie et est également un succès commercial, en remboursant ses frais de développement en deux jours,. Le jeu est adapté sur consoles en 2016 avec l'extension The Little Ones, qui ajoute du contenu supplémentaire spécifique centré sur la gestion des enfants.
En 2018, 11 bit studio publie Frostpunk, un jeu de gestion qui place le joueur aux commandes d’un village luttant contre une ère glaciaire dans une Angleterre victorienne dystopique. Les critiques soulignent son aspect narratif, rare dans ce style de jeu, et les choix moraux qu’il impose au joueur, dans la lignée de ce qui était déjà montré dans This War of Mine,.
En parallèle, 11 bit studio se lance dans l’édition de jeux vidéo.
En 2024, le studio prévoit de sortir deux nouveaux jeux : Frostpunk 2, la suite du jeu de 2018, ainsi que The Alters, un jeu de survie où le joueur doit gérer un personnage et ses clones pour faire fonctionner un vaisseau sur une planète extra-terrestre.
Le 17 décembre 2024, 11 bit annonce l'arrêt du développement de « Project 8 », qui devait être son premier jeu à sortir sur consoles. Il s'agissait d'un jeu d'aventure narratif à la troisième personne inspiré notamment de Senua's Saga: Hellblade II et d'A Plague Tale: Innocence. Le projet avait débuté en 2018, pour un coût total estimé à 11,8 millions de dollars. Le studio a licencié 18 employés, même si Przemysław Marszał, le président de la société, déclare que plus de la moitié des 37 employés concernés seront répartis sur d'autres projets internes. Les résultats financiers de l'année ont pourtant été les plus élevés de l'histoire de la société,,,,.

## Engagements
En 2015, le DLC War Child Charity pour This War of Mine ajoute des œuvres de street-art dans le jeu. 11 bit annonce que l’intégralité des bénéfices est reversée à l’association War Child qui porte assistance aux enfants dans des zones de conflits. En 2018, les ventes de ce DLC ont permis de récolter 500 000 $.
En 2020, le studio sort le DLC Paws & Claws pour Children of Morta. Les bénéfices de ce DLC centré sur les animaux sont intégralement reversés à l’ONG Humane Society International.
En 2022, dans le cadre de l’invasion de l’Ukraine par la Russie, 11 bit Studio annonce reverser l’intégralité des bénéfices engrangés par This War of Mine sur la première semaine du conflit à la Croix-Rouge ukrainienne.

## Jeux

### Développés
| Année | Titre                  | Plate-forme                                       |
| ----- | ---------------------- | ------------------------------------------------- |
| 2011  | Anomaly: Warzone Earth | Android, iOS, Linux, OS X, Windows, PS3, Xbox 360 |
| 2012  | Funky Smugglers        | Android, iOS, Linux, OS X, Windows                |
| 2012  | Sleepwalker’s Journey  | Android, iOS, Linux, OS X, Windows                |
| 2012  | Anomaly: Korea         | Android, iOS, Linux, OS X, Windows                |
| 2013  | Anomaly 2              | Android, iOS, Linux, OS X, Windows, PS4           |
| 2014  | This War of Mine       | Linux, OS X, Windows                              |
| 2014  | Anomaly Defenders      | Android, iOS, Linux, OS X, Windows                |
| 2018  | Frostpunk              | Windows, OS X, PS4, Xbox One                      |
| 2024  | Frostpunk 2            | Windows, OS X, PS5, Xbox Series                   |
| 2025  | The Alters             | Windows, PS5, Xbox Series                         |

### Édités
| Année | Titre                             | Développeur         | Plate-forme                                                                             | Ref    |
| ----- | --------------------------------- | ------------------- | --------------------------------------------------------------------------------------- | ------ |
| 2014  | Spacecom                          | Flow Combine        | Android, Linux, OS X, Microsoft Windows                                                 |        |
| 2017  | Beat Cop                          | Pixel Crow          | Android, Linux, OS X, Microsoft Windows, Nintendo Switch                                |        |
| 2017  | Tower 57                          | Pixwerk             | Linux, OS X, Microsoft Windows                                                          |        |
| 2018  | Moonlighter                       | Digital Sun         | Linux, OS X, Microsoft Windows, PlayStation 4, Xbox One, Nintendo Switch                |        |
| 2019  | Children of Morta                 | Dead Mage           | Linux, OS X, Microsoft Windows, PlayStation 4, Xbox One, Nintendo Switch                | [ 19 ] |
| 2022  | South of the Circle               | State of Play       | Microsoft Windows, PlayStation 4, PlayStation 5, Xbox One, Xbox Series, Nintendo Switch | [ 20 ] |
| 2023  | The Invincible                    | Starward Industries | Microsoft Windows, PlayStation 5, Xbox Series                                           | [ 21 ] |
| 2024  | The Thaumaturge                   | Fool's Theory       | Microsoft Windows, PlayStation 5, Xbox Series                                           | [ 22 ] |
| 2024  | Indika                            | Odd-Meter           | Microsoft Windows, Playstation 5, Xbox Series                                           | [ 23 ] |
| 2025  | Moonlighter 2 : The Endless Vault | Digital Sun Games   | Microsoft Windows, PlayStation 5, Xbox Series                                           | [ 24 ] |
| 2025  | Death Howl                        | The Outer Zone      | PC                                                                                      | [ 25 ] |